# Green's Grant
Green's Grant es un municipio ubicado en el condado de Coös en el estado estadounidense de Nuevo Hampshire. En el año 2010 tenía una población de 1 habitantes y una densidad poblacional de 0,11 personas por km².

## Geografía
Green's Grant se encuentra ubicado en las coordenadas 44°17′24″N 71°13′6″O / 44.29000, -71.21833. Según la Oficina del Censo de los Estados Unidos, el municipio tiene una superficie total de 9.49 km², de la cual 9,48 km² corresponden a tierra firme y (0,08 %) 0,01 km² es agua.

## Demografía
Según el censo de 2010, había 1 personas residiendo en Green's Grant. La densidad de población era de 0,11 hab./km². De los 1 habitantes, Green's Grant estaba compuesto por el 0 % blancos, el 100 % eran asiáticos. Del total de la población el 0 % eran hispanos o latinos de cualquier raza.